# Crossodactylus timbuhy
Crossodactylus timbuhy é uma espécie de anfíbio da família Hylodidae. Endêmica do Brasil, pode ser encontrada nos municípios de Santa Tereza e Cachoeiro de Itapemirim, no estado do Espírito Santo.